# Selkirkshire
Selkirkshire, o contea di Selkirk, è una contea di registrazione della Scozia. Confina con il Peeblesshire ad ovest, Midlothian a nord, Berwickshire a nord-est, Roxburghshire ad est, e Dumfriesshire a sud. Deriva il suo nome dalla sua città capoluogo, il Borgo Reale di Selkirk.
Fino al 1975 fu una delle 33 contee tradizionali della Scozia, con un consiglio di contea costituito con la legge sul governo locale della Scozia del 1889. Con la legge del 1973 fu invece abolito l'utilizzo delle contee come aree di governo locale in tutta la Scozia, e l'area divenne parte del distretto di Ettrick e Lauderdale nella regione degli Scottish Borders. Diversamente da molte altre contee, quella di Selkirk non è continuata ad esistere come area di luogotenenza, ma è divenuta parte di Roxburgh, Ettrick and Lauderdale a questi fini. Alla Camera dei Comuni del Regno Unito è rappresentata nel Collegio di Berwickshire, Roxburgh and Selkirk

## Storia
Nel I secolo Selkirk era parte delle terre dei Gadeni, che la utilizzavano come territorio di caccia piuttosto che come luogo per vivere. Né i romani, né gli angli o i sassoni riuscirono a ridurre le foreste della zona, e per secoli Selkirk fu conosciuta per l'estensione delle aree boschive, e in effetti l'area fu anche chiamata foresta di Ettrick. Con i sovrani di Scozia le foreste furono considerate reali, ma nonostante questo fino al regno di Giacomo V di Scozia gli sceriffi non ebbero il potere di amministrare la contea per conto della Corona. Con Edoardo I d'Inghilterra la foresta fu concessa al conte di Gloucester, mentre in seguito il conte di Pembroke ottenne lo sceriffato ereditario. Con il re Roberto I di Scozia, i conti di Douglas e in seguito i conti di Angus amministrarono la contea per conto del sovrano, fino all'Unione delle corone.
Le ballate folk scritte nella contea commemorano la battaglia di Philiphaugh del 1645, il 'Dowie Dens' dell'achillea millefoglie e Tibbie Shiels al St Mary's Loch.